# Mitsubishi ATD-X
Il Mitsubishi ATD-X è un velivolo sperimentale giapponese realizzato per lo studio di tecnologie avanzate da riversare su un modello di aereo da caccia dotato di tecnologia stealth da avviare alla produzione sul territorio nazionale e destinare al Jieitai, le forze di autodifesa giapponesi.
Questo velivolo sperimentale è 
noto anche con la designazione ufficiale Mitsubishi X-2. Ideato da un gruppo di lavoro del Technical Research and Development Institute (TRDI), divisione tecnologica del Ministero della difesa del Giappone, per scopi di ricerca, il progetto è stato completato con il contributo dell'appaltatore principale Mitsubishi Heavy Industries nella sua divisione aeronautica. 
ATD-X è un acronimo che significa "Advanced Technology Demonstrator - X". Il velivolo è conosciuto in Giappone come Shinshin (心神, che significa "spirito del cuore"), un nome che non è adottato ufficialmente, ma è semplicemente un soprannome usato comunemente. Il primo volo era previsto per il 2015, ma a causa di alcuni ritardi è stato posticipato, ed è stato effettuato con successo soltanto il 22 aprile 2016, con i test che si sono conclusi nel marzo 2018.

## Storia del progetto
All'inizio del XXI secolo, il Giappone, intenzionato a sostituire la sua vecchia flotta, aveva richiesto l'acquisto di diversi Lockheed Martin-Boeing F-22 Raptor agli Stati Uniti. Tuttavia, il Congresso degli Stati Uniti vietò l'esportazione del velivolo, al fine di tutelare i segreti tecnologici dello stesso, e questo rifiuto portò alla decisione da parte del Giappone di sviluppare un velivolo dotato di caratteristiche stealth e altri sistemi avanzati.

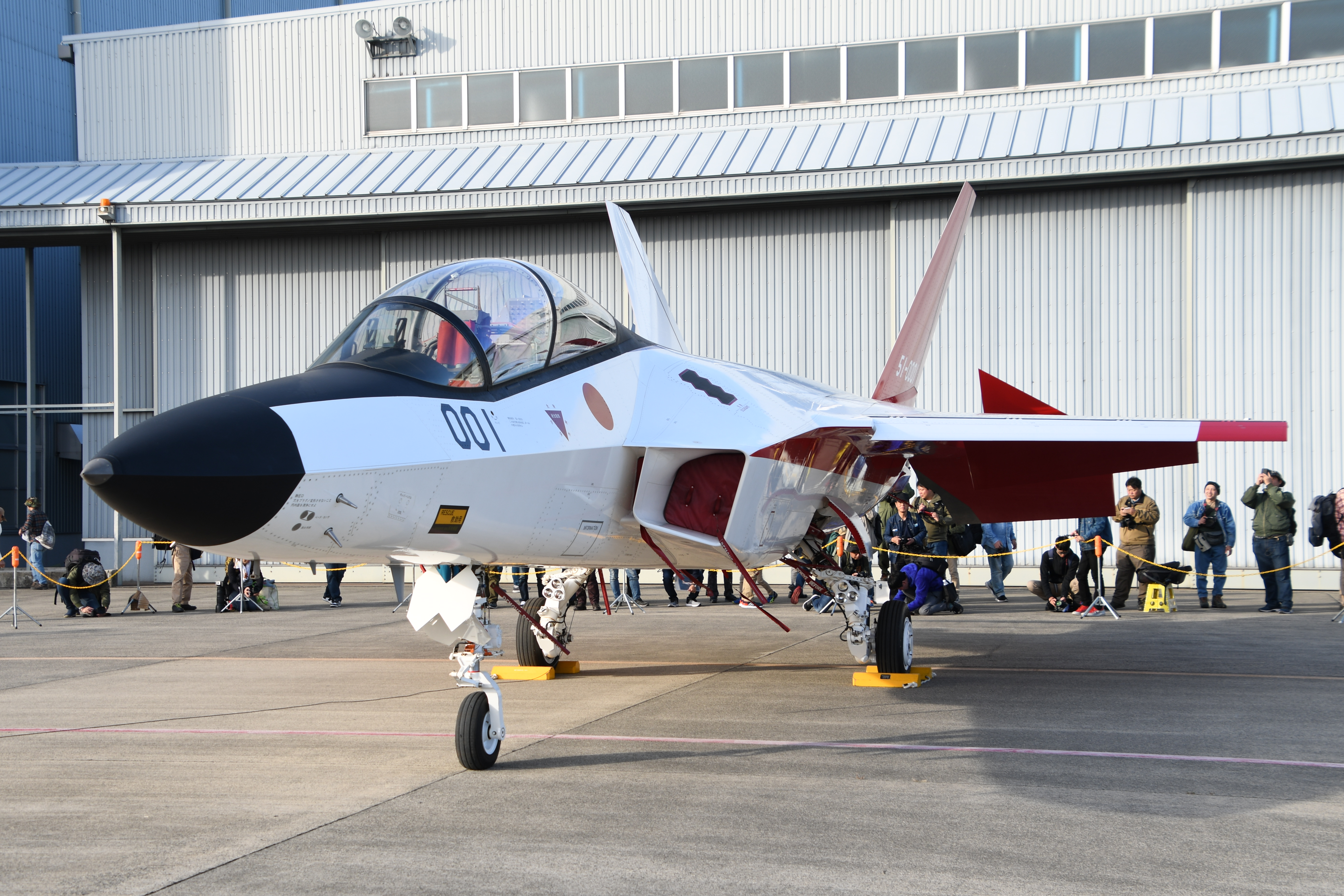
L'ATD-X alla base aerea di Gifu nel novembre 2019.

Nel luglio 2014, il TRDI (Technical Research and Development Institute) ha rilasciato le prime foto ufficiali del prototipo ATD-X dichiarando che l'aereo era in fase di test a terra.
Lo studio dell'ATD-X ha dato vita al progetto F-X poi confluito nel programma multinazionale Global Combat Air Programme.